# Olenna Tyrell
Olenna Tyrell (født Redwyne) er en fiktiv person i den amerikanske forfatter George R. R. Martins fantasyserie A Song of Ice and Fire og i HBOs filmatisering Game of Thrones.
Olenna bliver nævnt første gang i Kampen om tronen (1996) og hun optræder i En storm af sværd (2000) og Kragernes rige (2005). Hun er matriark i den magtfulde Tully-familie, der er den største og næstrigeste af de otte stores huse i Westeros. Olenna er karakteriseret af hendes udspekulerede, ambitiøse og skarpe vid (hun har tilnavnet Tornenes Dronning, med Tyrells segl af en rose). Selvom hendes familie er allieret med Lannister-familien i King's Landing, så finder hun ofte at hendes planer og intriger strider imod Lannister-familien, særligt Tywin Lannister. Sammen med Petyr Baelish er hun ansvarlig for kong Joffrey Baratheons død under hans bryllup med hendes barnebarn og protégé, Margaery.
I HBO's tv-serie bliver rollen spillet af den engelske skuespiller Diana Rigg, der modtog stor kritikerros for sin rolle. Rigg blev nomineret til en Emmy for Outstanding Guest Actress in a Drama Series for rollen i 2013, 2014, 2015 og 2018.